# Los perros de la guerra (novela)
Los perros de la guerra (título original en inglés: «Dogs of War») es una novela de temática bélica escrita por Frederick Forsyth y publicada en 1974 que narra cómo una compañía de mercenarios europeos es contratada por un industrial londinense para dar un golpe de Estado en la imaginaria República de Zangaro, inspirada en Guinea Ecuatorial.
En 1981 se estrenó la película homónima, rodada en Belice, basada en la novela, y dirigida por John Irvin. 
Los mercenarios - al igual que el protagonista de su novela Chacal (1971) - son expertos en armas, asesinos, despiadados, violentos y heroicos, aunque sólo en el sentido menos estricto de la palabra. El irlandés Thomas Alfred Carlo «Cat» Shannon es el que liderará este equipo de antihéroes.
La novela se centra en el descubrimiento de un yacimiento de platino en Zangaro y los preparativos realizados para lanzar un ataque sobre la pequeña república: reclutamiento y entrenamiento de tropas, reconocimiento del terreno, y otras operaciones derivadas del proyecto como la compra y el transporte de armamento. Como la mayoría de las obras de Forsyth, la novela se centra más en las ocupaciones que en los caracteres de los protagonistas. El título deriva de un extracto procedente de Julio César (1599), de William Shakespeare:

Grita «¡Devastación!» y suelta a los perros de la guerra.

## Argumento
Thomas Alfred Carlo "Cat" Shannon y su grupo de mercenarios regresan de una guerra que pierden y se despiden de su empleador, "El General". El regreso es asistido por un piloto aviador que también es mercenario.
Ajeno a esto, el empresario británico sir James Manson descubre que en el país africano de Zangaro hay un yacimiento de platino con un valor mayor de 100 mil millones de dólares y planea hacer un gran negocio con este descubrimiento. Sin embargo, el Gobierno de Zangaro está dirigido por Jean Kimba, que es en sí una marioneta de la Unión Soviética. Así, Manson decide cambiar a este presidente por otro que le permita hacer el gran negocio; esta persona es el Coronel Bobi, que será fácilmente manejado por Manson.
Manson contrata al mercenario Cat Shannon para que haga un viaje de reconocimiento a Zangaro y le presente un plan para el golpe de Estado. Shannon visita Clarence, la capital de Zangaro, y sus alrededores. Le plantea un asalto al palacio de gobierno, así como el precio de la misión.
Así, Shannon inicia el proceso, desde reclutar mercenarios hasta las armas, barco, etc. El equipo lo forma con el alemán Kurt Semmler, el sudafricano Jan Duprée, el belga “Tiny” Marc Vlaminck y el corso Jean-Baptiste Langarotti.
Semmler se encarga de comprar un barco para transportarlos a Zangaro. Duprée compra en Londres los uniformes y equipamiento. Langarotti compra en Marsella botes neumáticos para un supuesto uso en deportes acuáticos para Marruecos. Vlaminick y Shannon compran en Bélgica metralletas Schmeisser MP40 de la Segunda Guerra Mundial, las cuales habían sido escondidas nuevas por un soldado alemán. Estas las logran pasar por la frontera con Francia, escondidas en bidones de aceite. A través de complicados manejos en los certificados de usuario final de las armas, logran comprar la munición, bazucas, morteros, bombas y demás armamento, utilizando España y Yugoslavia para este tráfico.
Siguiendo con el plan, Shannon crea en Luxemburgo una compañía que administre el barco que compraron, y consigue seducir a Julie, la hija de Manson, para poder tener cierta información desde el interior de la casa de Manson y descubrir el porqué del golpe de Estado.
Paralelo a todo esto, se desarrollan tres intrigas más:
Un mercenario enemigo de Shannon planea matarlo para quedarse con el contrato de este trabajo, pero es descubierto y asesinado por Langarotti en un callejón de París.
En la otra intriga, la Unión Soviética descubre la existencia del depósito de platino y toma la precaución de ponerle un guardaespaldas a Kimba y mandar un barco con geólogos a Zangaro.
En la tercera intriga, Manson y su empleado Simon Endean realizan un plan para apoderarse de la mayoría de las acciones de la empresa minera "Bormac Trading", porque los derechos de explotación mineral de Zangaro son vendidos a esta compañía. Este plan consiste en comprar la mayoría de acciones a precio bajo y después aumentar su valor al descubrir el platino. Este plan es ejecutado por el financiero Martin Thorpe y, por el solo hecho de lograrse, sin tomar en cuenta el golpe de Estado, hace que Manson tenga un beneficio estimado, tan solo al publicar el informe del yacimiento de platino, de 80 millones de libras.
Una vez concluida la carga, el barco sale hacia África y en el camino recoge a un grupo de mercenarios africanos que completarán el grupo de ataque. Dentro de este grupo va el doctor Okoye, un africano de toda confianza de los mercenarios. Al arribo a Zangaro, se realiza el asalto durante la noche con morteros y bazucas. En el combate dentro del palacio de gobierno el guardaespaldas de Kimba logra matar a Vlaminck, no sin que antes logre disparar un bazuca que también mata al guardaespaldas y agente de la KGB. 
En el combate en la selva, un mercenario africano no calcula bien y lanza una granada que mata a Duprée. El alemán Semmler mata al presidente Kimba, concluyendo el asalto al palacio de gobierno.
Continuando con el plan, el empleado de Manson, Simon Endean, llega a Zangaro para que el Coronel Bobi sea el nuevo presidente, pero Shannon mata al Coronel y deja al Doctor Okoye como presidente para que los beneficios del platino sean para el pueblo de Zangaro y no para Manson. Para que Okoye tenga la fuerza suficiente, se le entregan las armas y el equipo militar a soldados fieles a Okoye. Se descubre que el Doctor Okoye es uno de los 30 mil inmigrantes que forman la fuerza laboral de Zangaro. Okoye evita que los geólogos soviéticos desembarquen en Zangaro, siendo que el buque soviético ya se encuentra en las costas. Endean tiene que salir de Zangaro y Shannon le dice que Manson tendrá que pagar el precio justo a Zangaro si quiere el platino.
En el epílogo, Shannon entrega su parte del dinero a las mujeres de los dos mercenarios muertos, y se suicida en la selva africana para no enfrentarse a su cáncer de pulmón. Con esto se descubre por qué no teme a las represalias de Manson.

## Relación con los mercenarios
El título Los perros de la guerra, Dogs of War, título en inglés original, es una frase de la obra Julio Cesar, de William Shakespeare.
En su investigación para la película, el autor simuló preparar un golpe de Estado contra Guinea Ecuatorial. Se le informó por parte de los mercenarios que esto tendría un costo de 240 mil dólares. Posteriormente se pensó que el autor realmente estaba planeando dar el golpe de Estado en ese país. El autor comentó posteriormente que los traficantes de armas son las personas más intimidantes y peligrosas que haya conocido.

## Adaptación al cine
En 1981 se estrenó la película, realizada por United Artists, dirigida por John Irvin y teniendo como actores principales Christopher Walken y Tom Berenger.
La película, muy centrada en los aspectos personales del solitario y casi nihilista mercenario protagónico, no llega al fondo de los temas de negocios, manejo de dinero, lavado de dinero, tráfico de armas o política. Como dato curioso, Frederick Forsyth aparece en una de las escenas como un escritor que recomienda a los mercenarios al empleado del empresario Manson. La película no funcionó demasiado bien en taquilla y, comparada con la novela, trata el tema mercenario muy pobremente y se centra más en una trama de acción y guerra. El personaje de un mercenario aparece también, pero tangencialmente, aunque no idealizado, en la película Salvador (1986) de Oliver Stone.

## Referencia bibliográfica
- Forsyth, Frederick (1985). Los Perros de la Guerra. PLAZA & JANES. ISBN 978-8401301445.